# 114 (getal)
114 is het natuurlijke getal volgend op 113 en voorafgaand aan 115.

## In de wiskunde
- Honderdenveertien is een Harshadgetal.
- Er is geen oplossing voor Eulers totiëntvergelijking φ(x) = 114, waarmee 114 een niettotiënt is.
- Honderdveertien is een getal uit de rij van Padovan.

## Overig
Honderdveertien is ook:
- het jaar 114 v.Chr. of het jaar 114
- het scheikundig element met atoomnummer 114 is flerovium (Fl)
- een waarde uit de E-reeks E192